# Лацабидзе, Лука
Лу́ка Лацаби́дзе (груз. ლუკა ლაცაბიძე; род. 18 марта 2004, Хашури, Шида-Картли) — грузинский футболист, защитник донецкого «Шахтёра», выступающий на правах аренды за тбилисское «Динамо».

## Карьера

### «Динамо» Тбилиси
Воспитанник футбольной академии тбилисского «Динамо». В июле 2022 года был переведён во вторую команду клуба, вместе с которой стал выступать в Третьей лиге, в которой по итогу сезона вместе с командой стал чемпионом. В начале 2023 года продолжал тренироваться со второй командой клуба. Первый матч в сезоне сыграл 28 февраля 2023 года против клуба «Спаери», выйдя на поле в стартовом составе. Также футболист вскоре стал подтягиваться к матчам с основной командой тбилисского клуба. Дебютировал за клуб 5 июня 2023 года в матче против клуба «Самтредиа», выйдя на замену на 94 минуте. Вместе с клубом стал обладателем Суперкубка Грузии, где в финале 4 июля 2023 года победили батумское «Динамо». На протяжении сезона продолжал выступать преимущественно за вторую команду клуба. По итогу сезона вместе с основной командой стал серебряным призёром чемпионата.

### «Шахтёр» Донецк

#### Аренда в «Черноморец» Одесса
В январе 2024 года появилась информация, что футболист близок к переходу в донецкий «Шахтёр» за сумму порядка 700 тысяч евро. В феврале 2024 года официально перешёл в донецкий «Шахтёр», с которым подписал пятилетний контракт. Однако за клуб так и не дебютировал, в нескольких матчах оставшись на скамейке запасных. В сентябре 2024 года на правах арендного соглашения присоединился к одесскому «Черноморцу», соглашение с которым было подписано до конца сезона. Дебютировал за клуб 14 сентября 2024 года в матче против клуба«Ингулец», выйдя на поле в стартовом составе. Первым результативным действием за клуб отличился 20 апреля 2025 года в матче против «Вереса», отдав голевую передачу. По итогу сезона вместе с клубом завершил чемпионат на итоговом последнем месте, вылетев в Первую лигу. На протяжении сезона выступал за клуб в роли одного из основных игроков, отличившись голевой передачей. По окончании срока арендного соглашения покинул клуб.

#### Аренда в «Динамо» Тбилиси
В июне 2025 года сообщалось, что футболист не входит в список основных игроков донецкого клуба, и что тот может продолжить карьеру в клубах украинской Премьер-лиги и грузинском «Колхети-1913». В конце июля 2025 года на правах арендного соглашения присоединился к тбилисскому «Динамо», соглашение с которым было заключено до конца сезона. Первый матч за клуб сыграл 4 августа 2025 года против батумского «Динамо», выйдя на поле в стартовом составе. Первым результативным действием за клуб отличился 16 августа 2025 года в матче против клуба «Колхети-1913», отдав голевую передачу.

## Международная карьера
В марте 2020 года дебютировал за юношескую сборную Грузии до 17 лет в товарищеском матче против сборной Болгарии. В марте 2022 года получил вызов в юношескую сборную Грузии до 18 лет. Дебютировал за сборную в марте 2022 года в товарищеских матчах против сборной Венгрии. Также в марте 2022 года вместе с юношескую сборную Грузии до 19 лет отправился на квалификационные матчи юношеского чемпионата Европы. Дебютировал за сборную 29 марта 2022 года в матче против сборной Хорватии.
В сентябре 2023 года получил вызов в молодёжную сборную Грузии для участия в квалификационных матчах молодёжного чемпионата Европы. Дебютировал за сборную 15 ноября 2024 года в квалификационном раунде плей-офф молодёжного чемпионата Европы против сборной Хорватии, выйдя на поле в стартовом составе. По итогу ответного матча 19 ноября 2024 года вместе со сборной в серии пенальти победил сборную Хорватии, выйдя в основнй этап турнира.
В марте 2025 года впервые получил вызов в национальную сборную Грузии.

## Достижения
«Динамо-2» Тбилиси
- Победитель Третьей лиги: 2022

«Динамо» Тбилиси
- Обладатель Суперкубка Грузии: 2023